# Bryan Dattilo
Bryan Dattilo est un acteur américain né le 29 juillet 1971 à Kankakee, Illinois (États-Unis).
Bryan Dattilo joue dans la série : des jours et des vies. Son père est-il  Justin Offman ?

## Filmographie
- 1994 : Winter Heat (téléfilm) : Lucas Roberts
- depuis 1993 : Des jours et des vies (feuilleton TV) : Lucas Roberts
- 2002 : Gaydar : Jack
- 2002 : Fits and Starts : Brian Ellison
- 2006 : Les Experts : Manhattan : Lucas Garlobo (saison 2, épisode 16)